# Divizia 21 Infanterie (1919-1920)
Divizia 21 Infanterie, cunoscută și ca Divizia 21 ardeleană sau ca Divizia 21 Infanterie ardeleană a fost o mare unitate de artilerie, de nivel tactic, din Armata României, care a participat la acțiunile militare postbelice, din perioada 1918-1920.:pp. 333

## Compunerea de luptă
În perioada campaniei din 1919, divizia a avut următoarea compunere de luptă::p. 329
- Comandantul Diviziei 21 ardelene: general de brigadă Dumitru Glodeanu
- Șeful Statului Major: locotenent colonel Dumitru Papazoglu
- Brigada 53 Infanterie - comandant: colonel Ioan Mihaiescu

- Regiment 105 Infanterie - comandant: locotenent colonel Economu Virgil
- Regiment 106 Infanterie - comandant: maior Patiția Silviu

- Brigada 54 Infanterie - comandant: locotenent colonel Nicolae Tuhaș

- Regimentul 107 Infanterie  - locotenent colonel ” Magda V.”
- Regimentul 108 Infanterie - comandant: maior Budeanu Anatol

- Brigada 21 Artilerie - comandant: locotenent colonel Eremia Gh.

- Regimentul 41 Artilerie
- Divizionul I (Regimentul 42 Obuziere)

- Batalion 21 Pionieri - comandant: locotenent colonel Măntulescu P.

## Participarea la operații

### Campania anului 1919
În cadrul acțiunilor militare postbelice,  Divizia 21 ardeleană a participat la acțiunile militare în dispozitivul de luptă al Diviziei 2 Infanterie, participând la Operația ofensivă la vest de Tisa. :p. 333

## Comandanți
- General Dumitru Glodeanu